# Naspur
Naspur là một thị trấn thống kê (census town) của quận Adilabad thuộc bang Telangana, Ấn Độ.

## Địa lý
Naspur có vị trí 18°50′B 79°27′Đ / 18,83°B 79,45°Đ Nó có độ cao trung bình là 134 mét (439 feet).

## Nhân khẩu
Theo điều tra dân số năm 2001 của Ấn Độ, Naspur có dân số 14.746 người. Phái nam chiếm 52% tổng số dân và phái nữ chiếm 48%. Naspur có tỷ lệ 58% biết đọc biết viết, thấp hơn tỷ lệ trung bình toàn quốc là 59,5%: tỷ lệ cho phái nam là 66%, và tỷ lệ cho phái nữ là 49%. Tại Naspur, 12% dân số nhỏ hơn 6 tuổi.